# Зърковци
Зърковци (на словенски: Zrkovci) е село в Словения, Подравски регион, община Марибор. Според Националната статистическа служба на Република Словения през 2002 г. селото има 605 жители.